# Rui Ribeiro Couto
Rui Ribeiro Couto (Santos, 1898 — París, 1963) va ser un poeta brasiler. Va iniciar-se amb un estil simbolista que posteriorment evolucionà cap a l'avantguardisme amb una temàtica quotidiana. Va escriure tant poesia com prosa i també va exercir de diplomàtic i de periodista. Va ser membre de l'Academia Brasileira de Letras. La seva obra Cabocla va ser adaptada en dues ocasions per a la televisió.

## Obres

### Poesia
- Província (1933)
- Cancioneiro do Ausente (1943)
- Entre Mar e Rio (1952)

### Prosa
- O Crime do Estudiante Baptista (1922)
- Baianinha e Outras Mulheres (1927)